# سوتیکی گویاته
سوتیکی گویاته (فرانسوی: Sotigui Kouyaté‎؛ ۱۹ ژوئیهٔ ۱۹۳۶ – ۱۷ آوریل ۲۰۱۰) یک هنرپیشه، و بازیکن فوتبال اهل بورکینافاسو بود.
او یکی از پیشکسوتان بازیگری در کشور بورکینافاسو بود.
از فیلم‌ها یا برنامه‌های تلویزیونی که وی در آن نقش داشته است می‌توان به چیزهای زیبای کثیف، رود لندن، حقیقت درباره چارلی و آسمان سرپناه اشاره کرد.